# Безыменная (река)
Безыме́нная (укр. Безіменна) — река в Донецкой области Украины, впадает в Таганрогский залив Азовского моря. Протекает по территории, контролируемой самопровозглашённой Донецкой Народной Республикой.
Длина 34 км. Площадь водосборного бассейна 193 км². Уклон 2,5 м/км. Долина корытоподобная, в среднем шириной 1,5 км, глубина до 30 м. Русло шириной 5 м, глубиной (в межень) 0,8 м.
Питается за счёт атмосферных осадков (на весну приходится до 70 % годового стока). Летом на отдельных участках пересыхает. Ледостав неустойчив (с декабря до начала марта). Используется для сельскохозяйственных нужд.
Берет начало у села Приморское. Течёт на юг по территории Новоазовского района Донецкой области. Впадает в Азовское море у села Безыменное. На реке устроены пруды.